# Portrait of Clare
Portrait of Clare é um filme de drama produzido no Reino Unido, dirigido por Lance Comfort e lançado em 1950.